# Sandra Scarr
Sandra Wood Scarr, née le 8 août 1936 à Washington (district de Columbia) et morte le 8 octobre 2021 à Holualoa, est une professeur américaine de psychologie.

## Travaux
Elle a notamment participé à l'Étude des Adoptions transraciales du Minnesota (en) afin d'étudier les causes des performances cognitives plus faibles des enfants noirs américains.
Elle a été l'un des 52 spécialistes à signer Mainstream Science on Intelligence, une tribune publiée dans le Wall Street Journal le 13 décembre 1994 en soutien de l'ouvrage The Bell Curve.

## Publications
- Scarr S. Understanding Development. Harcourt (1986)  (ISBN 0-15-592864-3)
- Scarr S. Understanding Psychology. Random House Inc (T); 5th edition (1987).  (ISBN 0-07-555247-7)
- Scarr S. Socialization (Merrill sociology series). C. E. Merrill Pub. Co (1973).  (ISBN 0-675-09039-3)
- Lande JS, Scarr S. Caring for Children: Challenge to America. Lea (1989).  (ISBN 0-8058-0255-X)
- Scarr S. Mother care/other care (A Pelican book). Penguin Books; 2nd ed edition (1987).  (ISBN 0-14-022760-1)
- Scarr S. Psychology and Children: Current Research and Practice. Amer Psychological Assn; Reprint edition (1979).  (ISBN 0-912704-59-4)
- Scarr S. Genetic effects on human behavior: Recent family studies (Master lectures on brain-behavior relationships). American Psychological Association (1977). ASIN: B0006Y2RV0
- Scarr S. Genetics and the development of intelligence. University of Chicago Press (1975).  (ISBN 0-226-35354-0)